# Llombai
Llombai és un municipi del País Valencià situat a la comarca de la Ribera Alta.
Limita amb Alfarb, Catadau, Montserrat, Montroi i Real de Montroi (a la mateixa comarca); i amb Dosaigües i Picassent (a les comarques de la Foia de Bunyol i l'Horta Sud respectivament).
Cal tenir en compte que també s'anomena Llombai una de les aldees actualment deshabitada de La Vall de la Gallinera (Marina Alta, Alacant), prop de Benisili i Patró.

## Geografia
El terme municipal es troba en la denominada Vall dels Alcalans, antiga comarca històrica que s'integrà posteriorment a la Ribera Alta com a subcomarca. El riu Magre separa Llombai del terme de Montroi en una longitud de 3.600 metres i aboca les seues aigües al riu Xúquer. La topografia oscil·la entre les cotes de 130 i 235 msnm.
El poble forma pràcticament una conurbació amb Catadau i Alfarb.

## Història
Encara que els seus orígens poden remuntar-se a l'època romana, com ho testimonien les làpides i inscripcions trobades al seu terme, Llombai fou una alqueria musulmana, de la qual depenien Alfarb, Catadau i Alèdua, ocupada per les tropes de Jaume I el 1238 i donada a Guillem de Galàubia; de població mixta de cristians i moros, el 1261 va comprar-la Roderic Martín d'Azagra, i el 1306 pertanyia a Gonçal Garcia, senyor de Moixent.
El 1329 es crea la parròquia; el 1338 passà als Centelles i el 1494 fou adquirida a per la casa ducal de Gandia. El 1530, Carles I atorgà el títol de marquès de Llombai al primogènit del duc de Gandia, Francesc de Borja i Aragó, cavallerís major de l'emperadriu Isabel. El 1522 els agermanats d'Alzira saquejaren el poble i batejaren a la força tots els musulmans; el 1525 es donà validesa a eixos baptismes, es tancà la mesquita i s'obligà els conversos a lliurar les armes; Francesc de Borja hi fundà el 1545 el convent de dominics de la Santa Creu; els moriscs que hi romangueren pertanyien a la fillola d'Alberic i la seua expulsió va provocar la sublevació dels del marquesat, que nomenaren rei un morisc de Catadau, anomenat Vicent Turixí. El 31 de maig del 1611, Carles de Borja donà carta pobla a vint-i-tres nous veïns cristians vells per a repoblar Llombai, que s'uniren a l'antic nucli de cristians vells que ja hi vivien, arribant la població de la vila de Llombai a una xifra total entre 63 i 73 veïns. La repoblació d'Alèdua, però, fracassà, i l'antic lloc morisc quedà despoblat des de llavors.
En el segle xviii el marquesat de Llombai passà successivament als Pimentel, comtes-ducs de Benavent, i als Téllez-Girón, ducs d'Osuna; segons Francesc Benlloch, governador del marquesat, el 1756 Llombai tenia 1.802 fanecades de regadiu i 2.994 de secà; els conreus i la seua partició amb el senyor eren: la fulla de morera (seda), 1/5 en regadiu i un 1/15 en secà; l'oli, 1/5; les garrofes 1/6; el vi i la pansa 1/12; el blat 1/6 i 1/11; el panís 1/6. En les guerres del Francés i en les carlistes fou testimoni de diversos enfrontaments. Al llarg de la seua història ha pertangut a Alfarb i a Alginet.

## Demografia
| 1990  | 1992  | 1994  | 1996  | 1998  | 2000  | 2002  | 2004  | 2006  | 2007  | 2011  |
| ----- | ----- | ----- | ----- | ----- | ----- | ----- | ----- | ----- | ----- | ----- |
| 2.224 | 2.190 | 2.227 | 2.220 | 2.228 | 2.271 | 2.240 | 2.320 | 2.382 | 2.600 | 2.786 |

## Economia
El poble es manté en un estat econòmic acceptable a causa de les activitats relacionades amb la indústria de confecció en pell i a les activitats agrícoles i ramaderes. A més, s'està convertint en un apreciat punt del turisme de l'interior gràcies als seus paratges naturals.

## Política i Govern

### Composició de la Corporació Municipal
El Ple de l'Ajuntament està format per 11 regidors. En les eleccions municipals de 26 de maig de 2019 foren elegits 6 regidors del Partit Popular (PP), 3 del Partit Socialista del País Valencià (PSPV-PSOE) i 2 d'Independents per Llombai (IPL).
| Eleccions municipals de 26 de maig de 2019 - Llombai                                                                            |                                          |                                     |                                     |        |          |          |
| Candidatura | Candidatura                              | Candidatura                         | Cap de llista                       | Vots   | Vots     | Regidors |
| | Partit Popular                           |                                     | José Forés Sanz                     | 782    | 48,51%   | 6 (+1)   |
| | Partit Socialista del País Valencià-PSOE |                                     | Ramón Gómez Bernabeu                | 488    | 30,27%   | 3 ()     |
| | Independents per Llombai                 |                                     | Salvador Climent Pellicer           | 404    | 23,63%   | 3 (-1)   |
| | Vots en blanc                            |                                     |                                     | 24     | 1,49%    |          |
| Total vots vàlids i regidors | Total vots vàlids i regidors             | Total vots vàlids i regidors        | Total vots vàlids i regidors        | 1.614  | 100 %    | 11       |
| | Vots nuls                                | Vots nuls                           | Vots nuls                           | 31     | 1,89%    |          |
| Participació (vots vàlids més nuls)                                                                                             | Participació (vots vàlids més nuls)      | Participació (vots vàlids més nuls) | Participació (vots vàlids més nuls) | 1.643  | 79,72%** |          |
| Abstenció | Abstenció                                | Abstenció                           | Abstenció                           | 418*   | 20,28%** |          |
| Total cens electoral | Total cens electoral                     | Total cens electoral                | Total cens electoral                | 2.061* | 100 %**  |          |
| Alcalde: José Forés Sanz (PP) (15/06/2019)                                                                                      |                                          |                                     |                                     |        |          |          |
| Fonts: JEC, JEZ València. M. Interior, Periòdic Ara. (* No són vots sinó electors. ** Percentatge respecte del cens electoral.) |                                          |                                     |                                     |        |          |          |

### Alcaldes
Des del 2019 l'alcalde de Llombai és José Forés Sanz (PP).
| Període                       | Alcalde o alcaldessa                                                 | Partit polític                  | Data de possessió | Observacions |
| ----------------------------- | -------------------------------------------------------------------- | ------------------------------- | ----------------- | ------------ |
| 1979–1983                     | Vicente Bartual Ferrando                                             | PCE                             | 19/04/1979        | --           |
| 1983–1987                     | Vicente Bartual Ferrando Francesc Joanes Llorens Vicente Forés Peris | PSPV-PSOE PCE-PCPV AP-PDP-UV-UL | 28/05/1983 n/d    | ? --         |
| 1987–1991                     | José Sanz Durá                                                       | UV                              | 30/06/1987        | --           |
| 1991–1995                     | José Sanz Durá                                                       | UV                              | 15/06/1991        | --           |
| 1995–1999                     | Mª Monserrat Forés Martínez                                          | PRSV                            | 17/06/1995        | --           |
| 1999–2003                     | Mª Monserrat Forés Martínez                                          | PRSV                            | 03/07/1999        | --           |
| 2003–2007                     | David Cervera Sanz                                                   | PP                              | 14/06/2003        | --           |
| 2007–2011                     | David Cervera Sanz                                                   | PP                              | 16/06/2007        | --           |
| 2011–2015                     | José Forés Sanz                                                      | PP                              | 11/06/2011        | --           |
| 2015–2019                     | Anselmo Cardona Puig                                                 | PSPV-PSOE                       | 13/06/2015        | --           |
| 2019-2023                     | José Forés Sanz                                                      | PP                              | 15/06/2019        | --           |
| Des de 2023                   | n/d                                                                  | n/d                             | 17/06/2023        | --           |
| Fonts: Generalitat Valenciana |                                                                      |                                 |                   |              |

## Monuments
- Església de la Santa Creu. Construïda en l'antic convent dels dominics, fundat el 1545 per ordre de sant Francesc de Borja, 1r marqués de Llombai. Es tracta de l'últim exemple del gòtic rural valencià construït.
- Ermita de Sant Antoni Abat. Segle XVII.
- Castell d'Alèdua. Bell exemple de construcció musulmana de defensa taifal, visible des de tot el Marquesat. Solament se'n conserva la torre principal i part del seu mur defensiu. És molt similar als altres castells de la zona, especialment els de Benifaió (Torre Mussa i Torre de la Plaça), Espioca i altres.

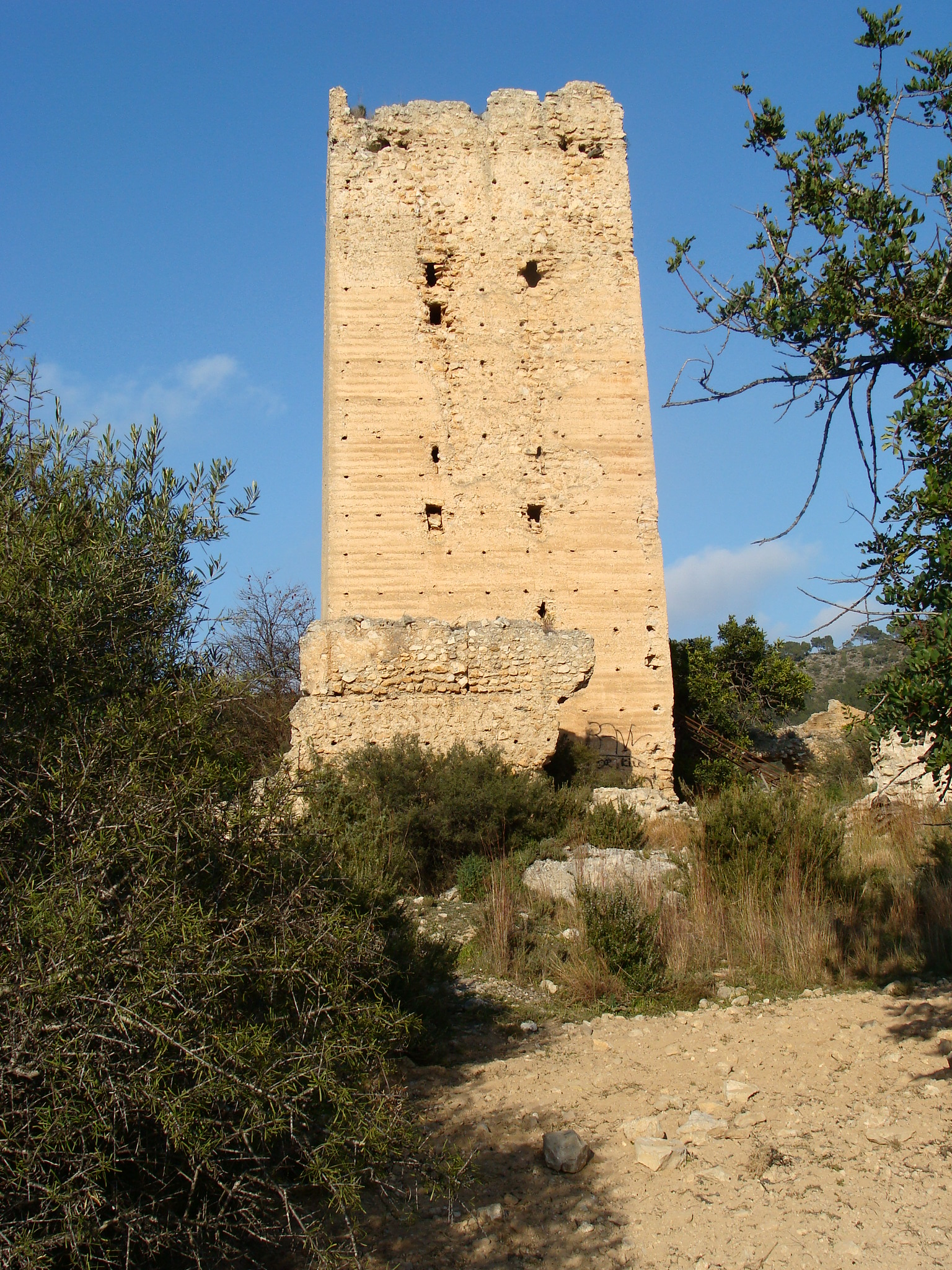
Castell d'Alèdua
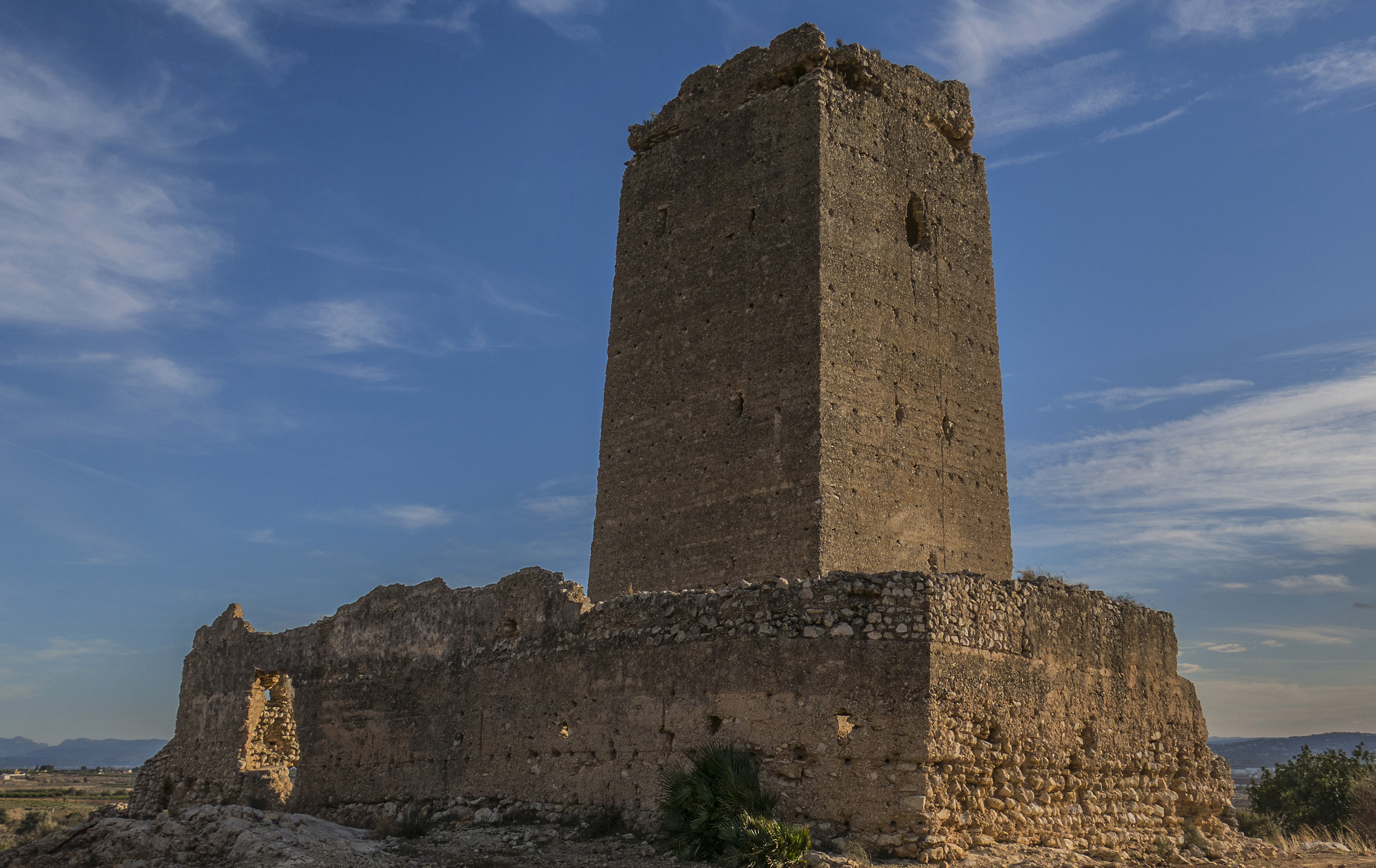
Castell d'Alèdua.
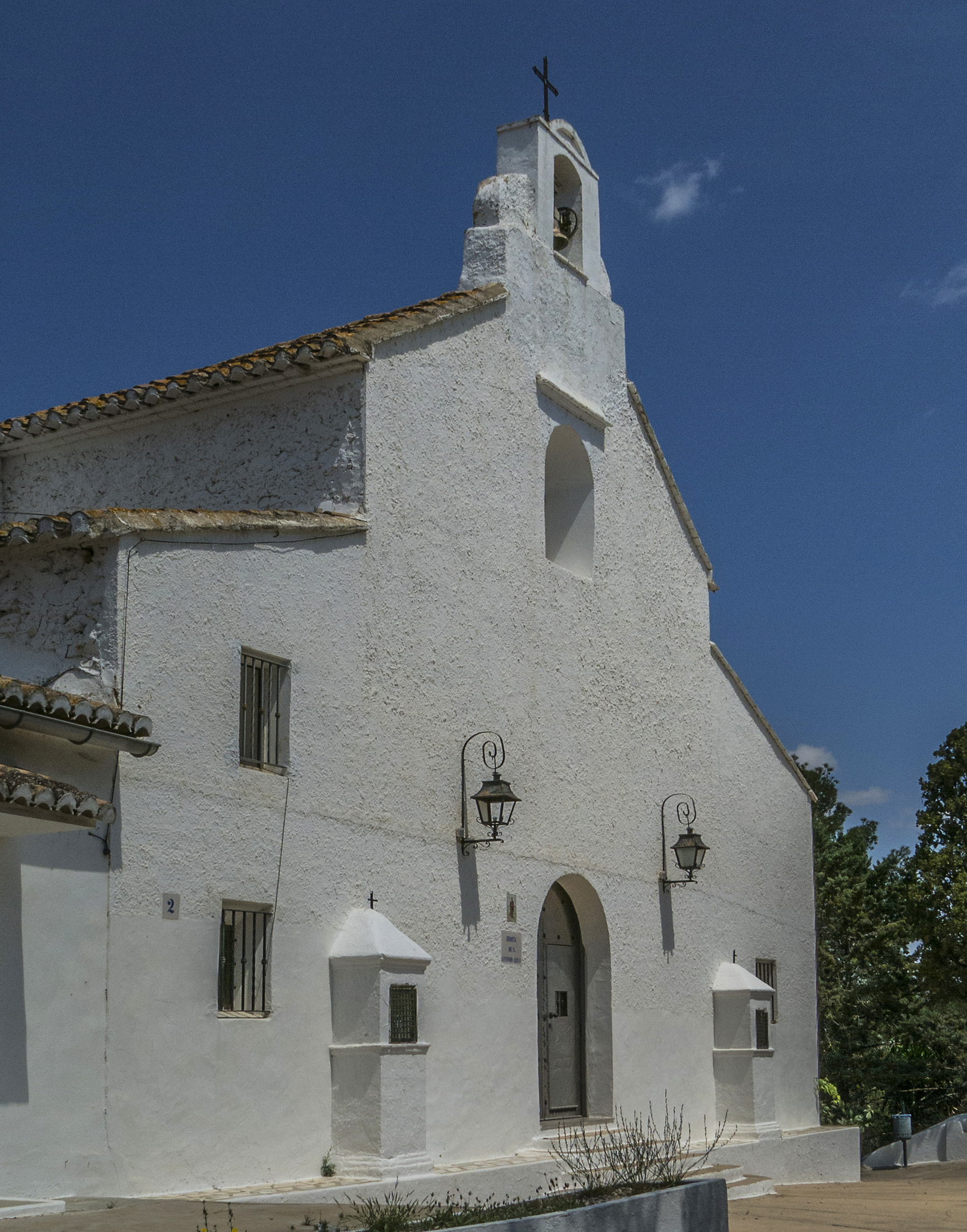
Ermita de Sant Antoni Abat.

## Llocs d'interés
- Cova de les Meravelles. Amb estalactites i estalagmites, fou l'escenari de la llegenda del morisc Texixí amagat en la Cova, que trobaren el comte de Carlet Jordi de Castellví i altres. La història confirma que Texixí fou trobat en la Mola de Cortes.
- Besori. Muntanya de 360 m. Fou vèrtex geodèsic per a la triangulació cartogràfica de l'Estat espanyol, i avui dóna nom a nombroses associacions culturals.

## Festes
- Sant Antoni. El 17 de gener.
- Festa de la Sang. El segon dimecres de juliol se celebra des de fa molts anys amb eixides al camp i a la muntanya. Actualment les eixides es fan a les platges. És una festa que, tot i coincidir amb la festivitat de la Santíssima Sang, no té cap component religiós a Llombai ni en els veïns d'Alfarb i Catadau.
- Festa del Roser. El primer diumenge d'octubre, en honor de la Mare de Déu del Rosari, patrona canònica de la població. Actualment només s'hi celebra una missa i la solemne processó en honor de la patrona. Des del 2004, la vespra s'hi celebra una dansà a càrrec de l'Escola de Danses d'Alfarb.
- Festes d'estiu. Del 17 al 26 d'agost.

## Fills il·lustres
- Eliseu Climent i Corberà (Llombai, 1940), promotor cultural i empresari de l'àmbit editorial.
- Vicent M. Cardona i Puig (Llombai, 1945), religiós i sacerdot, fundà i dirigí la revista Saó.